# Pentil

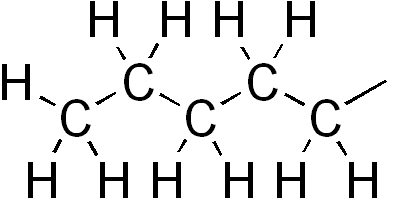
Structura chimică a grupei n-pentil

Grupa pentil (uneori denumit și amil) este un rest alchilic format din cinci atomi de carbon, derivat de la pentan, având formula chimică -C5H11.
Denumirea poate face referire și la radicalul pentil, un radical liber care a fost observat doar în condiții extreme. Formula acestuia se poate scrie C
5H
11• sau •C
5H
11.

## Tipuri
| Nume          | Structură                 | Statut IUPAC           | Recomandare IUPAC                     | Exemple |
| ------------- | ------------------------- | ---------------------- | ------------------------------------- | ------- |
| n-pentil      | H 3C−(CH 2) 4−            |                        | pentil                                | [ 3 ]   |
| terț-pentil   | H 3C−CH 2−(H 3C-) 2C−     | Nu mai este recomandat | 2-metilbutan-2-il (1,1-dimetilpropil) | [ 5 ]   |
| neopentil     | (H 3C-) 3C−CH 2−          | Nu mai este recomandat | 2,2-dimetilpropil                     | [ 6 ]   |
| izopentil     | (H 3C−) 2CH−(CH 2) 2−     | Nu mai este recomandat | 3-metilbutil                          | [ 7 ]   |
| sec-pentil    | H 3C−(CH 2) 2−(H 3C−)CH−  |                        | pentan-2-il(1-metilbutil)             | [ 9 ]   |
| 3-pentil      | (H 3C−CH 2−) 2CH−         |                        | pentan-3-il (1-etilpropil)            | [ 10 ]  |
| sec-izopentil | (H 3C-) 2CH−(H 3C−)CH−    |                        | 3-metilbutan-2-il (1,2-dimetilpropil) |         |
| pentil activ  | H 3C−CH 2−(H 3C−)CH−CH 2− |                        | 2-metilbutil                          |         |